# Archidiecezja Brindisi-Ostuni
Archidiecezja Brindisi-Ostuni (łac. Archidiœcesis Brundusina-Ostunensis) – diecezja rzymskokatolicka we Włoszech, z siedzibą w Brindisi.

## Historia
Powstała w IV wieku jako diecezja. Promowana do rangi archidiecezji metropolitalnej pod koniec X wieku. 27 czerwca 1818 przejęła terytorium zlikwidowanej diecezji Ostuni (14 maja 1821 została przywrócona, ale jurysdykcję nad nią nadal mieli arcybiskupi Brindisi). 20 października 1980 archidiecezja utraciła charakter metropolitalny. 30 września 1986 ponownie połączono ją z diecezją Ostuni i nadano jej obecną nazwę.

## Główne świątynie
- Archikatedra: Archikatedra Nawiedzenia Najświętszej Maryi Panny w Brindisi
- Konkatedra: Konkatedra Matki Bożej Wniebowziętej w Ostuni
- Bazyliki mniejsze:
  - Bazylika Najświętszej Maryi Panny z Góry Karmel w Mesagne
  - Bazylika Matki Bożej Zwycięskiej w San Vito dei Normanni

## Lista biskupów diecezjalnych
- Marco 325
- Proculo 350–362
- Pelino 362
- Ciprio 363
- Leone
- Sabino
- Eusebius
- Dionisio
- Giuliano I. 493
- Prezioso 680
- Magelpoto
- Paolo
- Teodosio 865–895
- Johannes I. 952–980
- Andrea 980–980
- Paone 980–983
- Gregor I. 987–996
- Johannes II. 996–1038
- Leonard
- Eustachius 1050–1071
- Gregor II. 1074–1080
- Godino 1085–1098
- Badovino 1100
- Nicola 1101–1105
- Guglielmo II. 1105–1118
- Bailardo 1122–1143
- Lupo 1144–1172
- Guglielmo III. 1173–1181
- Pietro 1183–1196
- Gerardo 1196–1212
- Pellegrino I. 1216–1222
- Giovanni III. 1224–1224
- Giovanni Santo L. 1225–1226
- Pietro Paparone 1231–1248
- Pellegrino II. 1254–1286
- Adenolfo 1288–1295
- Andrea Pandone 1296–1304
- Rodolfo 1304
- Bartolomeo 1306–1319
- Bertrando 1319–1333
- Guglielmo Isardi 1333–1344
- Guglielmo V. 1344–1346
- Galardo 1346–1348
- Giovanni delle Porta 1348–1353
- Pino Giso 1352–1378
- Gurello 1379–1382
- Marino del Giudice 1379–1380
- Riccardo de Rogeriis 1382–1409
- Vittore 1409–1411
- Paolo Romano 1411–1412
- Pandullo 1412–1414
- Aragonio Malaspina 1415–1418
- Paolo Romano 1418–1423
- Pietro Gattula 1423–1437
- Pietro Sambiasi 1437–1452
- Goffredo Caruso 1453–1471
- Francesco de Arenis 1477–1483
- Roberto Piscicelli 1484–1513
- Domingo Idiocáiz (Domenico Idiasches) (1513–1518)
- Gian Pietro Carafa (1518–1524, potem Paweł IV)
- Girolamo Aleandro (1524–1541)
- Francesco Aleandro 1542–1560
- Giovanni Carlo Bovio 1564–1570
- Bernardino Figueroa (1571–1586)
- Andrés de Ayardis (1591–1595)
- Giovanni de Pedrosa, O.S.B. 1598–1604
- Giovanni Falces 1605–1636
- Francesco Surgente 1638–1640
- Dionisio O'Driscol 1640–1650
- Lorenzo Rajnos 1652–1656
- Diego de Prado 1656–1657
- Francesco de Estrada 1659–1671
- Alfonso Alvarez Barba 1673–1676
- Emanuele Torres 1677–1679
- Giovanni de Torrecilla y Cardenas 1681–1688
- Francesco Ramirez 1689–1697
- Agostino Arellano 1698–1699
- Barnaba de Castro 1700–1707
- Pablo Vilana Perlas (1715–1723)
- Andrea Maddalena 1724–1743
- Antonio Sersale 1743–1750
- Giovanni Angelo Ciocchi del Monte 1751–1759
- Domenico Rovegno 1759–1763
- Giuseppe de Rossi 1764–1778
- Battista Rivellini 1778–1795
- Annibale de Leo 1798–1814
- Antonio Barretta 1818–1819
- Giuseppe Maria Tedeschi 1819–1825
- Pietro Consiglio 1826–1839
- Diego Planeta 1841–1849
- Giuseppe Rotondo 1850–1855
- Raffaele Ferrigno (1856–1875)
- Luigi Maria Aguilar 1875–1892
- Salvatore Palmieri (1893–1905)
- Luigi Morando (1906–1909)
- Tommaso Valeri, O.F.M. (1910–1942)
- Francesco de Filippis (1942–1953)
- Nicola Margiotta (1953–1975)
- Settimio Todisco (1975–2000)
- Rocco Talucci (2000–2012)
- Domenico Caliandro (2012-2022)
- Giovanni Intini (od 2022)